# 고흥산업과학고등학교
고흥산업과학고등학교(高興産業科學高等學校)는 대한민국 전라남도 고흥군 고흥읍 등암리에 있는 공립 고등학교이다.

## 학교 연혁
- 1946년 11월 20일 : 공립고흥초급중학교로 인가
- 1951년 4월 1일 : 고흥중학교로 교명 변경
- 1951년 10월 5일 : 고흥농업고등학교로 개교
- 1980년 1월 11일 : 고흥중ㆍ고흥농업고등학교로 분리(고흥중 이전)
- 1993년 3월 1일 : 고흥실업고등학교로 교명 변경
- 2010년 3월 1일 : 고흥산업과학고등학교로 교명 변경
- 2022년 9월 1일 : 제22대 김창근 교장 부임
- 2025년 1월 9일 : 제72회 62명 졸업(총 10,894명 졸업)

## 설치 학과
- 산업기계과
- 식품가공과
- e-비즈니스과
- 스마트팜관리과
- 드론산업과

## 참고 자료
- 고흥산업과학고등학교 - 한국교육학술정보원 학교알리미